# 池島和彦
池島 和彦（いけじま かずひこ、1947年2月9日 - ）は、大阪府豊中市出身（南河内郡河南町生まれ）の元プロ野球選手（投手）。

## 来歴・人物
島上高校卒業後の1966年に明治大学へ進学。東京六大学野球リーグでは、同期のエース・星野仙一の陰に隠れがちであったが、次第に力を付け投手陣の双璧として活躍。実力では星野よりも上と評価されるようになり、4年次の1968年には春季・秋季リーグで3勝ずつ挙げる。
同年のドラフトで読売ジャイアンツから8位で指名されるが、肩の故障もあって拒否し、大学卒業後の1969年に三協精機へ入社。モーター製造三課に勤務する傍ら、明大の先輩である光沢毅監督の指導を受ける。明大時代はオーバースローの本格派右腕であったが、前述の肩の故障でスリークォーター気味の技巧派に転換。同年の都市対抗に出場し、1回戦で前年に優勝した富士鉄広畑の神部年男と投げ合うが、1-2で惜敗している。
同年のドラフトでは巨人に指名を約束されながら指名されず、7位で阪神タイガースに入団。1年目の1970年にはオープン戦初先発で5回を投げ切り、1位の上田二朗よりも先に新人初白星一番乗りとなった。開幕後は球威不足で二軍落ちし、ウエスタン・リーグではエース格となる。3度目の二軍の先発となった5月3日の中日戦ではライバルであった星野と投げ合い、5回零封で勝利している。6月6日の広島戦（広島市民）に鈴木皖武の2番手リリーフで一軍初登板を果たし、3回を1失点に抑えた。同23日の中日戦（中日）では伊藤幸男の2番手で登板したが、江島巧に本塁打を浴びて降板し敗戦。7月にはジュニアオールスターゲームに出場するなど活躍したが、一軍では3試合登板に終わる。3年目の1972年に頭角を現し、6月末から先発として起用される。7月2日の中日戦（中日）では完封でプロ初勝利、3勝目を挙げた9月2日の広島戦（広島市民）では唯一の安打を放っている。同年は21試合登板で3勝3敗、防御率2.29を記録し、二軍のエースから一軍の中堅投手に成長。
決め球の角度のある大きな緩いカーブと切れの良いシュート、スライダーを武器にし、低めの制球力が優れた投球で「掴みどころがない」と他球団から嫌がられた。1973年と1974年はそれぞれ僅か1試合の登板に終わり、1974年オフに退団。

## 詳細情報

### 年度別投手成績
| 年 度     | 球 団     | 登 板 | 先 発 | 完 投 | 完 封 | 無 四 球 | 勝 利 | 敗 戦 | セ 丨 ブ | ホ 丨 ル ド | 勝 率 | 打 者 | 投 球 回 | 被 安 打 | 被 本 塁 打 | 与 四 球 | 敬 遠 | 与 死 球 | 奪 三 振 | 暴 投 | ボ 丨 ク | 失 点 | 自 責 点 | 防 御 率 | W H I P |
| --------- | --------- | ----- | ----- | ----- | ----- | -------- | ----- | ----- | -------- | ----------- | ----- | ----- | -------- | -------- | ----------- | -------- | ----- | -------- | -------- | ----- | -------- | ----- | -------- | -------- | ------- |
| 1970      | 阪神      | 3     | 0     | 0     | 0     | 0        | 0     | 1     | --       | --          | .000  | 21    | 5.0      | 8        | 1           | 1        | 0     | 0        | 1        | 0     | 0        | 5     | 5        | 9.00     | 1.80    |
| 1971      | 阪神      | 3     | 0     | 0     | 0     | 0        | 0     | 0     | --       | --          | ----  | 31    | 6.0      | 13       | 1           | 3        | 2     | 1        | 7        | 0     | 0        | 6     | 6        | 9.00     | 2.67    |
| 1972      | 阪神      | 21    | 9     | 1     | 1     | 0        | 3     | 3     | --       | --          | .500  | 213   | 51.0     | 51       | 3           | 14       | 1     | 1        | 19       | 0     | 0        | 15    | 13       | 2.29     | 1.27    |
| 1973      | 阪神      | 1     | 1     | 0     | 0     | 0        | 0     | 0     | --       | --          | ----  | 5     | 1.0      | 2        | 0           | 1        | 0     | 0        | 0        | 0     | 0        | 0     | 0        | 0.00     | 3.00    |
| 1974      | 阪神      | 1     | 0     | 0     | 0     | 0        | 0     | 0     | 0        | --          | ----  | 9     | 2.0      | 1        | 1           | 1        | 0     | 0        | 0        | 0     | 0        | 3     | 1        | 4.50     | 1.00    |
| 通算：5年 | 通算：5年 | 29    | 10    | 1     | 1     | 0        | 3     | 4     | 0        | --          | .429  | 279   | 65.0     | 75       | 6           | 20       | 3     | 2        | 27       | 0     | 0        | 29    | 25       | 3.46     | 1.46    |

### 背番号
- 14 （1970年 - 1971年）
- 37 （1972年 - 1974年）